# Laure Albin Guillot
Pour les articles homonymes, voir Albin et Guillot.
Laure Albin Guillot est une photographe française née Laure Meifredy le 14 février 1879 à Paris, où elle est morte le 22 février 1962.
Portraitiste, elle s'est illustrée notamment dans la photographie de mode, du nu et de la publicité, et dans la photographie abstraite.

## Biographie
Née à Paris le 14 février 1879, Laure Meifredy étudie au Lycée Molière. Elle épouse en 1897 le Dr Albin Guillot, musicien et chercheur scientifique collectionneur de préparations microscopiques, dont elle photographie les plaques. Lorsque la santé de ce dernier se dégrade, elle fait ses débuts professionnels dans le domaine de la mode. Elle collabore régulièrement avec les magazines Jardin des modes, Femina, L’Officiel de la couture et de la mode, Vogue.
D’abord influencée par le pictorialisme, Laure Albin Guillot reçoit en 1922 une médaille d’or au concours de la Revue française de photographie et joue un rôle important dans la nouvelle photographie des années 1930 et l'avènement de la Nouvelle Vision en orientant ses recherches dans le domaine de l'art décoratif. Elle participe à l’Exposition internationale des Arts décoratifs et industriels modernes de 1925, où elle expose une série de portraits de décorateurs, d’ensembliers et d’artisans d’art (André Groult, Jacques-Émile Ruhlmann, Jules Leleu) et revendique le statut d’artiste décorateur.
Son mari meurt en 1929. Elle décide alors de développer son activité professionnelle, notamment dans le studio qu’elle ouvre 43, boulevard de Beauséjour dans le 16e arrondissement de Paris.
En 1931, en hommage à son défunt mari, elle publie un portfolio de grand format, tiré à 305 exemplaires, intitulé Micrographie décorative, dont le travail est fondé sur la découpe de végétaux et de minéraux. Portraitiste reconnue, elle photographie notamment André Gide, Paul Valéry, Jean Cocteau, Colette et participe à la revue Arts et Métiers Graphiques fondée par Charles Peignot. Elle collabore avec Paul Valéry à l'illustration de Narcisse. Son activité se prolonge dans les domaines de la photographie publicitaire et la photographie de mode.
Nommée archiviste en chef du service des archives photographiques des Beaux-Arts de Paris en 1932, Laure Albin Guillot est, l’année suivante, nommée directrice de la Cinémathèque nationale, projet sans suite qui précéda la Cinémathèque française d'Henri Langlois créée en 1936. En 1933, elle écrit et publie Photographie publicitaire, ouvrage définissant le rôle de la photographie dans la publicité moderne. Membre du jury de l’Exposition internationale de la photographie contemporaine au pavillon de Marsan du palais du Louvre en 1936, elle obtient la création d’une section photographique pour l'Exposition internationale des arts et techniques de 1937. Présidente de l’Union féminine des carrières libérales, elle co-organise la grande exposition des femmes artistes d’Europe en 1937, au Jeu de Paume.
Auteur de livres d’artiste composés de tirages au charbon Fresson, luxueusement édités, à tirage limité, Laure Albin Guillot illustre Narcisse de Paul Valéry et Les Chansons de Bilitis de Pierre Louÿs dans les mêmes années, réalise en 1939 un reportage sur la protection des monuments de Paris et l'évacuation des œuvres du musée du Louvre en vue de l'Occupation, illustre les Préludes de Claude Debussy en 1948. En 1946, elle réalise un livre d'artiste avec Henry de Montherlant, La Déesse Cypris. Elle met fin à ses fonctions officielles en 1940, mais poursuit ses activités dans son studio personnel.
En 1950, un dégât des eaux détruit la plus grande partie de ses archives et ses négatifs les plus anciens. Elle est expulsée au bénéfice d’une opération immobilière de sa villa et de son studio du boulevard de Beauséjour en 1955.
En août 1956, Laure Albin Guillot se retire à la Maison nationale des artistes de Nogent-sur-Marne. Elle meurt à Paris le 22 février 1962.
L’agence Roger-Viollet rachète en 1964 son fonds d’atelier qui est composé de 52 000 négatifs originaux, de 20 000 épreuves d’époque, de correspondance et de documents autographes. Ce fonds est à présent propriété de la Ville de Paris.
Une grande exposition des œuvres de Laure Albin Guillot est organisée en 2013 au musée du Jeu de Paume à Paris, puis au musée de l’Élysée à Lausanne.
Elle fait l'objet d'un hommage lors de la 3e Biennale de la photographie à la mairie du 13e arrondissement de Paris, du 3 au 23 septembre 2021.

## Expositions monographiques
- 1935 : Laure Albin Guillot, portraits d'hommes, galerie Billiet-Worms à Paris.
- 29 juin - 29 septembre 1996 : Laure Albin Guillot ou « la Volonté d’art » , musée d'Évreux[9].
- 26 février - 12 mai 2013 : Laure Albin Guillot (1879-1962). l’enjeu classique, musée du Jeu de Paume, Paris[2],[10].

puis 3 juin - 25 août 2013 : Musée de l'Élysée, Lausanne.
- 14 septembre - 25 novembre 2018 : Laure Albin Guillot artisane d’art et de la photographie, musée du Jeu de Paume, Paris[11].
- 2018 : Laure Albin Guillot, Maison nationale des artistes, Nogent-sur-Marne[7].

## Réception critique
« Les épreuves de Laure Albin Guillot donnent la sensation des choses savoureusement peintes. »

— Maximilien Gauthier, Gavroche, 28 novembre 1946.

« J'aime les « nus expressifs » de Mme Laure Albin Guillot. Ils sont subtils et gracieux, harmonieux et purs (Les illustrations pour Les Chansons de Bilitis de Pierre Louÿs). Il semble que dans sa claire et heureuse demeure de Passy, Mme Laure Albin Guillot ait conclu un pacte avec la lumière. Les rayons du soleil resteront désormais soumis aux yeux de l'artiste. »

— Pierre Malo, L'Homme libre, 8 septembre 1937.

« Laure Albin-Guillot sait faire dire à la photographie beaucoup plus que n'en voient les yeux de certains hommes. »

— Yvanhoé Rambosson, Comœdia, 12 décembre 1930.

## Publications
- Micrographies décoratives. La micrographie pathologique au point de vue des arts décoratifs texte d'Alfred Daniel-Brunet 1882-1943 pharmacien membre de l'Institut, Paris,  In-folio carré (435 x 405mm.), vingt photographies tirées en noir, bistre, argent, sépia, vert et or. Reliure à spirale, le premier plat estampé d'un décor de feuillages et marqué du titre en grandes lettres au palladium, Paris, Draeger Frères,1931[13].
- Photographie publicitaire, « Laure Albin Guillot, premier photographe français à théoriser la photographie »[14]. « Elle rédige  et publie une brochure décryptant les enjeux de l’image moderne, détaillant les différentes manières de concevoir la photographie mais aussi de la percevoir. » — Michael Houlette. In-8°, 61 pages illustrées de photos. Paris, éditeur Gauthier-Villars, 1933.
- Fernand Windels, Le Tapis, un art, une industrie, Paris, Éditions d’Antin, 1935. 212 pages in-4° abondamment illustrées de photos L. Albin-Guillot.
- Henri Verne, Le Louvre la nuit, 60 photographies de Laure Albin-Guillot, guide du visiteur par Jean Vergnet-Ruiz, Grenoble, Éditions Arthaud, 1937[N 2].
- Pierre Louÿs, Douze Chansons de Bilitis, douze photographies de Laure Albin-Guillot reproduites en phototypie. 30 feuillets non chiffrés en leporello, in-4° (31 x 21 cm) sous ais de bois biseautés liés par deux rubans, titre gravé sur le premier plat, tirage limitée à 40 exemplaires numérotés, mise en page et typographies réalisées par Henri Jonquières, Paris,  J. Dumoulin imprimeur, 15 mai 1937.
- Aspects de la France, treize héliogravures par Laure Albin Guillot composent cet ouvrage broché in-4° (38,5 x 28,5 cm) au tirage limité à 1000 exemplaires numérotés, édité par le Gouvernement français à l'occasion de la soirée de gala à l'Opéra de Paris en l'honneur du Roi George VI et de la reine Élisabeth II en visite en France, Paris, Imprimerie Georges Lang, 20 juillet 1938.
- La Cantate du Narcisse, vingt images photographiques de Laure Albin-Guillot en regard de textes de Paul Valéry « Vous avez simplement fait un poème à côté du mien » lui dit-il[15]. 86 pages in-4°, 30 exemplaires hors commerce sur vélin de Rives, impr. Artra, 1941 (1942).
- Arbres, dix-huit images photographiques de Laure Albin Guillot (tirages originaux réalisés par le procédé Fresson sur vergé d'Arches), texte-dialogue de Paul Valéry (32 pages), in-folio, sous portefeuille muet et emboîtage de l'éditeur. Cinquante exemplaires numérotés, dix exemplaires marqués HC, éditeur Rousseau Frères, Bordeaux 1943.
- Ciels,  Seize images photographiques de Laure Albin-Guillot, Texte de Marcelle Maurette, portfolio (31*24,8 cm) sous couverture rempliée, éditeur Henri Colas, Paris et Rousseau Frères, Bordeaux, 1944.
- La déesse Cypris, douze études de nus de Laure Albin-Guillot gravées sur cuivre et tirées à la presse à bras, texte d'Henry de Montherlant. In-folio, 41 pp. 12 planches, en feuilles, couverture originale imprimée, étui de l'éditeur. Tirage à 250 exemplaires, Paris, Henri Colas et Bordeaux, Rousseau Frères, 1946.
- L’éternel Retour, vingt et une photographies hors texte de Laure Albin Guillot, tirées du film de Jean Delannoy, scénario de Jean Cocteau, in-4° en feuilles tirées sur les presses héliogravures de Draeger frères, 156 pages sous chemise et étui cartonnes de l'éditeur  Nouvelles Éditions Françaises, 1947.
- Missa Est, commentaires et prières de Daniel-Rops, planches photographiques de Laure Albin Guillot, Librairie Arthème Fayard, 1951.

## Récompenses et distinctions
- 1922 : médaille d'or au concours de la Revue française de photographie à Paris[16]
- Chevalière de la Légion d'honneur (1926)[16],[17].

## Hommages publics
- Le jardin Laure-Albin-Guillot, situé au 18, rue Paul-Bourget dans le 13e arrondissement de Paris, a été nommé en sa mémoire par délibération votée à l'unanimité du Conseil de Paris[18].

## Origines familiales
La famille paternelle de Laure a pour souche la Provence tandis que du côté de sa mère, les origines sont belges.
Ses arrières-grands-parents maternels sont natifs de Gand, ainsi que leur fils, Jacques Laurent Mabilde (Gand, 24 août 1816-Paris, 1891) inhumé au cimetière de Montmartre, grand-père de Laure. D’abord négociant en dentelles au 6, rue Saint-Nicaise à Paris, puis receveur des rentes, liquidateur, avocat, il épousa en premières noces une veuve, Adélaïde Joséphine née Ferrières (1800-1849). Devenu lui-même veuf il se remaria le 19 octobre 1850 à Paris 2e en secondes noces avec Aglaé Eulalie Tassart [Paris, 1833-Paris, 10 décembre 1854), ils eurent pour enfant la mère de Laure Albin Guillot : Isabelle Virginie Mabilde, née le 29 août 1852 à Paris 2e. Orpheline de mère à 2 ans, elle fut élevée par sa belle-mère, troisième épouse de son père, Sophie Gutelle, orpheline elle-même à 28 ans, demeurant à la même adresse que lui à Boulogne-Billancourt, mariée le 8 août 1861, cousine germaine de l’architecte Gaston Louis Eugène Gutelle (1828-1907).
À l’enterrement de ce grand-père maternel à Paris 9e en 1891, inhumé au cimetière de Montmartre, Laure Meifredy adolescente le regrettait aux côtés de son grand-oncle, frère du défunt, le général de division Julien Jean Mabilde, 61 ans, venu de Bruxelles, décoré de la médaille de grand officier de l'ordre de Léopold.
Le père de Laure, Henri Nicolas Meifredy [1843-1892] épousa Isabelle Virginie Mabilde à Boulogne-Billancourt en 1872, il demeurait 17, quai de Grenelle à Paris avec sa mère Hortense Adèle Villet née à Paris 16e en 1826, fille de Jean-Jacques Villet né en 1810, employé à l’Administration des subsistances militaires ; il avait 29 ans. Ses pères sont natifs de Saint-Tropez : grand-père Jean joseph Meifredy né en 1776 y était orfèvre, marié à la fille d’un constructeur de navire à Saint-Tropez (Joseph Sevoulé) et père Antoine Casimir Meifredy/Villet (né en 1808) y était comptable officier de l’Administration des subsistances militaires, mort à Paris 15e.
Henri Meifredy fut très actif : « Après ses études universitaires complètes, il entra à 20 ans dans l'importante Société J. F. Cail & Cie. En tant que caissier principal au cœur de ces immenses établissements, il a su, tout en remplissant au mieux ses fonctions professionnelles, se dévouer constamment aux intérêts de la classe populaire et travailleuse. ». Étant dans la meilleure position pour donner des conseils aux ouvriers, il fut remarqué en mettant ses connaissances à profit par de nombreux articles pédagogiques dans la presse spécialisée, telle que L’École — sur les cantines scolaires, sur l'instruction professionnelle et ménagère… — et en tant qu'auteur d’ouvrages importants primés à l’époque et encore reconnus. À commencer par un Traité pratique de comptabilité suivi d'un vocabulaire des expressions commerciales à l'usage des écoles, institutions, collèges, cours d'adultes, et des employés de commerce, de banque et d'industrie dont le succès s'est accentué dès son apparition (cinq rééditions avant 1893). En même temps qu’administrateur de la Caisse d'épargne et  « entièrement dévoué aux œuvres généreuses, membre actif d'un grand nombre de sociétés philanthropiques et d'instruction [comme les Apprentis d'Auteuil], il s'acquittait avec une compétence incontestable de ses délicates fonctions de délégué cantonal de la Seine, ». Il est également l'auteur de Conseils de M. Honoré Arnoul : étude économique agricole, 1883, sous forme de conversation, avec des dessins à la plume de Georges Dascher.
Laure eut une sœur aînée, Jeanne Hortense Meifredy mariée à Henri Valère Soupey,, ancien chef des ateliers de mécaniques de l’artillerie aux aciéries d’ Alexandrowsky ; elle eut aussi un frère : Charles jean Henri Meifredy, né en 1886, ingénieur électricien, directeur général de la Compagnie du gaz à Lyon.

## Laure et Albin Guillot
Laure Meifredy et Albin Célestin Louis Guillot se marièrent le 7 décembre 1897 ; elle  eut pour témoins un officier de l’Instruction publique, Neuilly et un chef de service du Crédit lyonnais. Albin Guillot est orphelin d’une famille du Val de Loire, il avait 8 ans quand mourut son père, fabricant de pianos installé au 23, rue des Filles du Calvaire à Paris ; ce sont d’ailleurs deux facteurs de pianos de cette même adresse qui signèrent son acte de naissance. Sa mère Marie-Louise Nourry née en 1854 était déjà morte en 1897. Quant au témoin d’Albin à son mariage, ce fut son oncle paternel François Guillot-Pelletier 1815-1875, constructeur de serres à Orléans. Albin Guillot est mort à 54 ans.
Trente ans d’une vie commune et d’une commune pensée, écrit de ce couple Paul Léon en 1932. Albin Guillot, docteur en médecine, « infatigable chercheur scientifique. Dans la collection qui l’occupa avec une patience de bénédictin pendant toute son existence et qui fut très nouvelle et parmi les plus riches qui soient en France, il initia sa toute jeune épouse à sa passion des formes fantaisistes et complexes, des architectures grandioses que révélait l’objectif du microscope des chefs-d’œuvre de la nature en son infiniment petit ; que ce soit les microbes les plus redoutables, les trypanosomes, ceux de la malaria, des œufs de mouche, ou encore des  cristallisations – et combien la lumière intensive et l’agrandissement embellissaient la coupe microscopique. À considérer celui dont le goût parfait a présidé à ces lentes élaborations, cette sorte d’intuition artistique qui a disposé sur de minuscules plaques de verres les impondérables décors. » Comment s’étonner de la Photographie décorative lancée par Laure Albin Guillot et qui la lança tout en développant ce qu’était avant elle l’Art décoratif.[pas clair]
« Obstiné dans ses desseins » mais tout aussi « ingénieux dans ses méthodes », Albin Guillot fut l’inventeur en tant que docteur du célèbre et révolutionnaire Corset Guillot ou Corset Mystère (mystère car secret des femmes). Son premier brevet d’invention date du 3 octobre 1899, article hygiénique et élégant à la fois.

« À MM. Guillot et Cie, 10 rue de la Paix. II semble bien que la notoriété dont jouit votre création est parfaitement justifiée. Oui, si nous en croyons les attestations des docteurs, des étoiles des principaux théâtres, du Tout-Paris de la Science, de l'Élégance et de l'Art votre succès est mérité. Votre corset est un véritable évènement ; le Corset Mystère n'a-t-il pas été en Angleterre le corset du Couronnement ? N'a-t-il pas été adopté par les cours impériales ? »

— G. de Bast, La Nation, 18 avril 1904, p. 1/4.
Le 25 mars 1901 à Paris, le couple M. et Mme Albin Guillot est enregistré suivant acte sous seings privé commanditaire d’une société ayant pour objet la fabrication et la vente du corset mystère et de tous autres modèles qui pourraient être créés. Entre : M. et Mme Charles Guillot, 25 000 francs et les deux commanditaires dénommés audit acte 85 000 francs. Le siège est sis au 10, rue de la Paix à Paris. Cinq ans plus tard, modification de société : suivant acte sous seings privés, en date, à Paris, du 3 avril 1906, enregistré, l’un des commanditaires de la Société Guillot & Cie, ayant pour objet l’exploitation du Corset Mystère, a cédé ses droits sociaux à Mme Charles Guillot, seule gérante, avec l’assistance et l’autorisation maritale. Le 31 mars 1919, le couple vend leur société à une nouvelle société de médecins « ayant pour objet l’exploitation de l’établissement commercial et industriel que M. Albin-Louis Guillot fait valoir à Paris, rue Montorgueil, no 67, et rue Castex, no 9 ».
Laure eut son mari malade pendant 25 ans. « Comme beaucoup d'hommes trop doués, il sentit, petit à petit, la vanité des choses et s'adonna à la morphine, jusqu'au jour où on le trouva écroulé sur son bureau, mort d'une ultime piqûre. Drame que, bien sûr, elle sentit venir, car, non seulement le drame arriva, mais on s'aperçut alors que la maison était remplie de caches contenant de la drogue, toujours la peur du manque, et que cela avait absorbé pratiquement toute la fortune qui n'existait plus. »
Expert des hôpitaux de Paris, expert de l’administration générale de l’Assistance publique où lui fut décerné la médaille de bronze en 1910, professeur à l’École d’infirmières des Hôpitaux de Paris, il collabora en 1913 au Memento de l’infirmière et de l’infirmier. Juré titulaire à l'Exposition internationale de Gand, membre du comité de l'Exposition internationale de Turin, il est décoré de la Légion d'honneur par le ministre du Commerce le 28 août 1920.
Toujours « passionnément épris d'harmonie et de beauté » Albin Guillot composait. Ouvert à toutes les formes on le voit, ainsi le fut à sa manière la grande photographe qui étonne par la diversité des motifs qui l’inspiraient — de la microphotographie décorative à la mode, aux reportages à l’étranger, des portraits d’artistes aux simples fleurs. Son mari s’est révélé « sensible à tous les aspects de l'intelligence humaine », musicien au point de concevoir un orgue qu’il fit construire d’après ses plans. « Pour arriver à son laboratoire il faut traverser son salon de musique » – Léandre Vaillat « au pied des grandes orgues dont les tuyaux s’élèvent jusqu’au plafond, la harpe mire ses ors sur les boiseries sombres, le grand piano à queue. » – Marguerite Rochebrune». De ce fait, Laure et Albin Guillot faisaient partie des invités des Five O'Clock du Figaro. Les œuvres musicales composées par Albin Guillot sont jouées à partir de 1912 et pendant la Première Guerre mondiale par les Concerts-Rouge (Concerts Touche du temps où ils étaient sous la direction de Francis Touche 1872-1937, violoncelliste et chef d'orchestre). Elles sont exécutées aussi par l’Orchestre médical, et également par la musique de l'École d’artillerie de Vincennes.
Par la suite, son répertoire se retrouve en abondance dans les programmes de Radio concert symphonique, Radio-Paris, Radiola, Radio-Tour Eiffel en 1923, 1924, 1926, 1929, 1931 et 1933. Les plus jouées de ses œuvres : Rigaudon, Scherzetto, Marche Cortège, Passepied ; Madrigal ; le sont aussi Caprice, Guirlandes, Air à danser, Pavane, Sarabande, Écho : « L'Orchestre Médical organise une grande soirée artistique, à la salle Gaveau, 47, rue de La-Boétie, au bénéfice de l'Œuvre du Préventorium de Tumiac à Arzon. L'Orchestre Médical, qui s'est placé au rang des premières Sociétés symphoniques, comprend 85 exécutants sous la direction de M. Büsser, chef d'orchestre à l'Opéra. Au programme : Symphonie (Jupiter) de Mozart ; Divertissement des jeunes Ismaélites (Berlioz) […] Scherzetto d'Albin Guillot ; Siegfried-Idylle de B. Wagner ; Marche héroïque de Saint-Saëns. »

« Félicitons L'Orchestre de Paris de nous avoir donné, lui, en une seule séance, trois premières auditions. Nous avons entendu, avec le plus vif plaisir, sous la direction de Francis Casadesus, le Scherzetto de M. Albin Guillot. Les rythmes prestes et subtils, les tonalités délicates, la musicalité moelleuse de cette œuvre élégante et personnelle ont beaucoup plu. »

— Jane Catulle Mendès, La Patrie, 23 novembre 1920
Membre du comité d'honneur de la revue mensuelle La Musique pendant la guerre il y faisait parvenir ses pièces en 1916 et en 1917 (pièces pour piano, mélodies, orchestre).
Il est membre également depuis 1918 du conseil d'administration de la Société française des amis de la musique.
Une partition Guillot (Albin), Petite Suite gaie (1916), était en vente au Comptoir général de musique, Paris, éditée par Durdilly & Hayet, 11, boulevard Haussmann à Paris.
Deux ans avant sa mort, Albin Guillot et son épouse, résidant à Monaco à l'hôtel du Helder, figuraient dans la liste officielle des dernières arrivées.